# スタまにシリーズ
「スタまにシリーズ」は、2005年11月2日にキングレコードから発売されたコンピレーション・アルバム。

## 概要
スターチャイルド25周年記念のヴォーカル・アルバム。2005年11月2日にセイバーマリオネットJからNG騎士ラムネ&40までの5作品が、11月23日にラブひなからスレイヤーズまでの5作品が発売された。

## リリース一覧

### スタまにシリーズ：NG騎士ラムネ&40
1990年よりテレビ東京系で放送された『NG騎士ラムネ&40』の企画アルバムで、草尾毅が歌うOPやEDテーマのほか、キャラクター・ソングにOVAテーマなども収録されている。
1. 熱血!!勇者ラムネス [2:52]
歌：草尾毅
作詞：:紅玉、作曲：りゅうてつし、編曲：乃澤大二郎
2. 男と女はパピプペポ [3:03]
歌：横山智佐
作詞：紅玉、作曲：実川俊晴、編曲：りゅうてつし
3. めざせ!1番!! [3:44]
歌：草尾毅
作詞：紅玉、作曲：りゅうてつし、編曲：長内悟
4. シアワセになるでんna [2:37]
歌：横山智佐・松井菜桜子・玉川紗己子
作詞：紅玉、作曲・編曲：りゅうてつし
5. 闘え!!キングスカッシャー [3:32]
歌：草尾毅
作詞：紅玉、作曲・編曲：乃澤大二郎
6. L!O!V!E!!Out-Sider [3:54]
歌：矢尾一樹、コーラス：松井菜桜子、横山智佐
作詞：紅玉、作曲・編曲：りゅうてつし
7. イクぜ!パワートリップ!! [3:52]
歌：草尾毅、コーラス：横山智佐・玉川紗己子・松井菜桜子
作詞：紅玉、作曲：小田倉明、編曲：長内悟
8. 四種の神器 [3:38]
歌：横山智佐・松井菜桜子・玉川紗己子、コーラス：スッパイラーズ
作詞：仁、作曲・編曲：長内悟
9. Quo Vadis?〜何処へ〜 [4:05]
歌：草尾毅
作詞：泉スフレ、作曲：オダクラ·アキラ、編曲：長内悟
10. プワゾン・チュチュ [3:38]
歌：横山智佐,・松井菜桜子,・玉川紗己子
作詞：森田由美、作曲・編曲：長内悟
11. アドレナリンは最高潮! [4:03]
歌：草尾毅
作詞：森田由美、作曲：りゅうてつし、編曲：長内悟
12. アンタとワテはチャンバラバンバラバ [4:00]
歌：菅原淳一・中原茂
作詞：紅玉、作曲：りゅうてつし、編曲：オダクラ・アキラ
13. 飛びだせ!セーシュン [3:03]
歌：草尾毅・矢尾一樹、コーラス：横山智佐・松井菜桜子・玉川紗己子.
作詞：紅玉、作曲・編曲：オダクラ·アキラ
14. トリプル・ロマンス [3:50]
歌：横山智佐・松井菜桜子・玉川紗己子.
作詞：森田由美、作曲：オダクラ·アキラ、編曲：長内悟
15. ララバイ☆あげたい [4:27]
歌：林原めぐみ・三石琴乃
作詞：泉スフレ 作曲：りゅうてつし、編曲：長内悟

### スタまにシリーズ：万能文化猫娘(OVA盤)
1992年よりOVAでシリーズ化された（その後TVアニメにもなった）『万能文化猫娘』(OVA盤) の企画アルバムで、林原めぐみが歌うOP、EDテーマ、キャラクター・ソングなども収録されている。
1. 春猫不思議月夜 -おしえてHappiness- [4:46]
歌：林原めぐみ
作詞：松宮恭子、作曲・編曲：河内淳一
2. Touch me softly [5:26]
歌：林原めぐみ
作詞：松宮恭子、作曲・編曲：河内淳一
3. 私にハッピーバースデイ  [4:07]
歌：林原めぐみ
作詞：松葉美保、作曲：佐藤英敏、編曲：Vink
4. COMET rendez-vous [4:10]
歌：林原めぐみ
作詞：木本慶子、作曲：日詰昭一郎、編曲：Vink
5. My dear [3:44]
歌：林原めぐみ
作詞：木本慶子、作曲：高橋洋子、編曲：原一博
6. がんばって! [4:06]
歌：林原めぐみ
作詞：有森聡美、作曲：石川Kanji、編曲：Vink
7. ROCKで行こう [3:46]
歌：島津冴子・林原めぐみ
作詞：白峰美津子、作曲・編曲：Vink
8. 夢をかなえるために [4:29]
歌：久川綾・平松晶子
作詞：白峰美津子、作曲：若林剛太、編曲：Vink
9. 誰も知らない未来を抱きしめて [5:28]
歌：林原めぐみ
作詞：白峰美津子、作曲・編曲：ヤギハシカンペー
10. わがままな薔薇 [4:11]
歌：島津冴子
作詞：白峰美津子、作曲・編曲：Vink
11. スペシャルメニューをあなたに [4:46]
歌：久川綾
作詞：有森聡美、作曲：三留研介、編曲：Vink
12. Remake feeling [4:20]
歌：平松晶子
作詞：有森聡美、作曲：三留研介、編曲：Vink
13. 心のプラネット<NUKU NUKU Version> [5:31]
歌：林原めぐみ
作詞：小坂恭子、作曲：松田弘、編曲：B.C.GUYS
14. 夢 Hurry Up [4:06]
歌：林原めぐみ
作詞：有森聡美、作曲：原一博、編曲：Vink
15. はりきって Trying! [4:41]
歌：林原めぐみ
作詞：松葉美保、作曲：若林剛大、編曲：Vink

### スタまにシリーズ：BLUE SEED
1994年よりテレビ東京系で放送された『BLUE SEED』の企画アルバムで、TAKADA BAND、林原めぐみによるOP、EDテーマのほか、キャラクター・ソングも収録されている。
1. EXCEED ILLUSION [4:53]
歌：TAKADA BAND
作詞：松葉美保、作曲：中村裕介、編曲：飯塚昌明・丸尾めぐみ
2. 私だけの夢へ [4:45]
歌：林原めぐみ
作詞：木本慶子、作曲：原一博、編曲：Vink
3. CARNIVAL・BABEL 〜カルナバル・バベル〜 [3:35]
歌：TAKADA BAND
作詞：松葉美保、作曲：飯塚昌明、編曲：西岡治彦
4. 夜はねむらない -FOR THE LONELY CITY GIRL- [4:22]
歌：TAKADA BAND
作詞：伊嶋薫、作曲・編曲：飯塚昌明
5. Touch and Go!! [4:26]
歌：林原めぐみ
作詞・作曲・編曲：松浦有希
6. BORDERLESS UNIVERSE [4:10]
歌：TAKADA BAND
作詞：松葉美保、作曲：中村裕介、編曲：飯塚昌明
7. 星を飛び越えて（紅葉&桜バージョン） [4:14]
歌：林原めぐみ・玉川紗己子
作詞：MEGUMI、作曲：五島翔 、編曲：Vink
8. HUsH-A-BYE LULLABY [4:57]
歌：TAKADA BAND
作詞：松葉美保、作曲：山浦克巳、編曲：飯塚昌明
9. GO IT ALONE [4:40]
歌：林原めぐみ
作詞：木本慶子、作曲・編曲：西岡治彦
10. Blame or Blade [4:50]
歌：三石琴乃
作詞：木本慶子、作曲・編曲：西岡治彦
11. Cry for the moon [5:00]
歌：玉川紗己子
作詞：木本慶子、作曲・編曲：西岡治彦
12. RISKY GAME [4:39]
歌：井上和彦
作詞：松葉美保、作曲：大平勉、編曲：矢吹俊郎
13. Eternal Truth [3:52]
歌：TAKADA BAND
作詞：木元慶子、作曲：飯野昌明、編曲：西岡治彦
14. SECOND KISS [4:17]
歌：TAKADA BAND
作詞：松葉美保、作曲：飯野昌明、編曲：西岡治彦
15. 二人の夜明け [4:27]
歌：大塚明夫・折笠愛
作詞：木本慶子、作曲・編曲：小松研多郎

### スタまにシリーズ：爆れつハンター
1995年よりテレビ東京系で放送された『爆れつハンター』の企画アルバムで、林原めぐみによるテーマ曲や、奥井雅美が歌うキャラクター・ソングなどを収録している。
1. Until Strawberry Sherbet [4:59]
歌：林原めぐみ
作詞：Mamie D. Lee、作曲・編曲：大森俊之
2. Sunday Afternoon [4:22]
歌：林原めぐみ
作詞：林原めぐみ、作曲：石川Kanji、編曲:Vink
3. 容赦なくデンジャラス [3:08]
歌：古本新之輔
作詞：森田由美、作曲・編曲：オダクラ・アキラ
4. 二人の銀座三丁目 [4:20]
歌：真殿光昭・梁田清之
作詞：中沢ふみえ、作曲・編曲：西沢明
5. あなたのために微笑むの [4:19]
歌：島本須美
作詞：中沢ふみえ、作曲・編曲：オダクラ・アキラ
6. 嗚呼 すばらしきかな 人生 [4:19]
歌：立木文彦
作詞：中沢ふみえ、作曲・編曲：西沢明
7. FAI・FAI・TU! [4:03]
歌：林原めぐみ
作詞・作曲：伊藤千夏、編曲：矢吹俊郎
8. What's Up Guys? [2:23]
歌：林原めぐみ・古本新之輔
作詞：保富康午、作曲・編曲：菊池俊輔
9. MASK [4:24]
歌：奥井雅美・松村香澄
作詞・作曲：奥井雅美、編曲：矢吹俊郎・大平勉
10. 領域 〜Heaven&Hell〜 [5:25]
歌：水谷優子
作詞・作曲：奥井雅美、編曲:矢吹俊郎
11. Funky Ghost Music [4:18]
歌：川菜翠
作曲・編曲:西沢明
12. 1000年生きてももの足りない [4:24]
歌：川菜翠
作曲・編曲:西沢明
13. SHOOT! LOVE HUNTER [3:41]
歌：佐々木真里
作詞:松葉美保、作曲:小松研多郎、編曲・バンドマスター:飯塚昌明
14. whip on darling [4:30]
歌：林原めぐみ・水谷優子
作詞：木本慶子、編曲:菅井えり、編曲・バンドマスター：飯塚昌明
15. マジカル☆ドーター [3:51]
歌：玉川紗己子
作詞：木本慶子、作曲・編曲：小西真理

### スタまにシリーズ：セイバーマリオネットJ
1995年よりテレビ東京系で放送された『セイバーマリオネットJ』の企画アルバムで、林原めぐみによる主題歌のほか、松浦有希によるラジオ・テーマ曲などを収録している。
1. あなたをずっとみつめてる [4:37]
歌：松浦有希
作詞・作曲・編曲：松浦有希
2. Je taimerai [4:52]
歌：松浦有希
作詞・作曲・編曲：松浦有希
3. Successful Mission [2:31]
歌：林原めぐみ
作詞：MEGUMI、作曲：佐藤英敏、編曲：矢吹俊郎
4. I'll be there [1:43]
歌：林原めぐみ
作詞：MEGUMI、作曲：佐藤英敏、編曲：添田啓二
5. 咲かせるぜ! 度胸花 [3:38]
歌：今井由香
作詞：木本慶子、作曲・編曲：岩本正樹
6. 影になれ [3:48]
歌：折笠愛
作詞：木本慶子、作曲・編曲：岩本正樹
7. 流れ星でいい [4:32]
歌：高乃麗・水谷優子・井上喜久子
作詞：木本慶子、作曲・編曲：岩本正樹
8. 十六夜 [5:01]
歌：林原めぐみ
作詞：松葉美保、作曲・編曲：岩本正樹
9. 夢へのRunner [4:14]
歌：今井由香・堀内賢雄
作詞：木本慶子、作曲：小夜乃彗、編曲：小板橋博司
10. 青春は終わらない [4:00]
歌：今井由香・堀内賢雄
作詞：木本慶子、作曲・編曲：坂下秀実
11. hesitation [4:50]
歌：林原めぐみ
作詞：MEGUMI、作曲・編曲：矢吹俊郎
12. I'll be there（Ballade Version） [5:00]
歌：林原めぐみ
作詞：MEGUMI、作曲：佐藤英敏、編曲：添田啓二
13. 守ってあげる [1:23]
歌：平松晶子
作詞：松葉美保、作曲・編曲：今泉洋
14. HEAT BREAK DOWN [4:19]
歌:白鳥由里
作詞：松葉美保、作曲：若林剛大、編曲：五島翔
15. 風の詩を聞きながら [5:39]
歌：金牧麗
作詞：松葉美保、作曲：若林剛大、編曲：小林信吾

### スタまにシリーズ：スレイヤーズ
1995年よりテレビ東京系で放送された『スレイヤーズ』の企画アルバムで、林原めぐみ、奥井雅美が歌うOP、ED、キャラクター・ソングや映画・OVA主題歌などを収録している。
1. Get along [4:07]
歌：奥井雅美・林原めぐみ
作詞：有森聡美、作曲：佐藤英敏、編曲：大平勉
2. MIDNIGHT BLUE [5:33]
歌：林原めぐみ
作詞：有森聡美、作曲：佐藤英敏、編曲：五島翔
3. 能あるライバルは爪を隠す [4:32]
歌：川村万梨阿
作詞：中沢ふみえ、作曲・編曲：オダクラ・アキラ
4. 世界でいちばんのビクトリー [4:30]
歌：鈴木真仁
作詞：有森聡美、作曲：若林剛太、編曲：矢吹俊郎
5. Going History [4:31]
歌：林原めぐみ
作詞：有森聡美、作曲：佐藤英敏、編曲：小野澤篤
6. Give a reason [4:25]
歌：林原めぐみ
作詞：有森聡美、作曲：佐藤英敏、編曲：大平勉
7. 邪魔はさせない [4:38]
歌：奥井雅美
作詞：奥井雅美、作曲：奥井雅美・矢吹俊郎、編曲：矢吹俊郎
8. Just be conscious [4:39]
歌：林原めぐみ
作詞：MEGUMI、作曲：佐藤英敏、編曲：添田啓二、コーラスアレンジ：奥井雅美
9. We are… [5:05]
歌：緑川光
作詞：有森聡美、作曲：奥井雅美、編曲：矢吹俊郎
10. 乙女の祈り [2:20]
歌：林原めぐみ・ 鈴木真仁
作詞：渡部高志、作曲：奥井雅美、編曲：矢吹俊郎
11. naked mind [4:13]
歌：奥井雅美
作詞：奥井雅美、作曲・編曲：矢吹俊郎
12. Secret 〜誰かのメッセージ〜 [4:54]
歌：石田彰
作詞・作曲：奥井雅美、編曲：渡辺格
13. don't be discouraged [4:09]
歌：林原めぐみ
作詞：林原めぐみ、作曲：佐藤英敏、編曲：添田啓二
14. SO IN THE WORLD [4:23]
歌：松本保典
作詞：有森聡美、作曲：佐藤英敏、編曲：大平勉
15. somewhere [3:46]
歌：桑島法子
作詞・作曲・編曲：田辺智沙

### スタまにシリーズ：少女革命ウテナ
1997年よりテレビ東京系で放送された『少女革命ウテナ』の企画アルバムで、戦闘シーンで合唱曲を流すなど当時前衛的な演出が話題となった作品なだけに、OP・EDの他に合唱曲も収録されている。
1. 輪舞-revolution [4:33]
歌：奥井雅美
作詞：奥井雅美、作曲・編曲：矢吹俊郎
2. truth [4:24]
歌：裕未瑠華、
作詞：藤林聖子、作曲：新井理生、編曲：平間あきひこ
3. 絶対運命黙示録 [2:32]
歌：杉並児童合唱団・上谷麻紀・光宗信吉・幾原邦彦、
作詞・作曲・編曲：J・A・シーザー
4. バーチャルスター発生学 [4:07]
歌：上谷麻紀、
作詞・作曲：J・A・シーザー、編曲：光宗信吉
5. 絶対運命黙示録with万有引力 [2:46]
歌：東京混声合唱団、演劇実験室@万有引力、作詞・作曲・編曲：J・A・シーザー
6. バーチャルスター発生学 [1:47]
歌：東京混声合唱団、演劇実験室@万有引力、
作詞・作曲・編曲：J・A・シーザー
7. 体内時計都市オルロイ [3:52]
歌：東京混声合唱団、演劇実験室@万有引力、作詞・作曲・編曲：J・A・シーザー
8. Rose&release [1:31]
  - 歌：奥井雅美、作曲・編曲：矢吹俊郎
9. スピラ・ミラビリス劇場 [3:02]
歌：演劇実験室@万有引力、
作詞・作曲・編曲：J・A・シーザー
10. 天使創造すなわち光 [2:15]
歌：演劇実験室@万有引力、
作詞・作曲・編曲：J・A・シーザー
11. シュラ-肉体星座αψζ星雲- [6:08]
歌：東京混声合唱団、演劇実験室@万有引力、
作詞・作曲・編曲：J・A・シーザー
12. 甦れ!無窮の歴史「中世よ」 [6:26]
歌：東京混声合唱団、演劇実験室@万有引力、
作詞・作曲・編曲：J・A・シーザー
13. 時に愛は[4:10]
歌：奥井雅美、
作曲・編曲：矢吹俊郎
14. 絶対運命黙示録-Adolescence of UTENA- [3:31]
歌：東京混声合唱団・幾原邦彦・天利英跡、
作詞・作曲・編曲：J・A・シーザー
15. 輪舞-revolution〜アドゥレセンス・ラッシュ [7:55]
歌・作詞：奥井雅美、
作曲・編曲：矢吹俊郎

### スタまにシリーズ：それゆけ!宇宙戦艦ヤマモト・ヨーコ
1999年よりテレビ東京系で放送された『それゆけ!宇宙戦艦ヤマモト・ヨーコ』の企画アルバムで、奥井雅美が歌うOP、EDテーマを中心に、高山みなみや林原めぐみ、宮村優子などによるキャラクター・ソング、OVA主題歌などを収録している。
1. 宇宙のすべてを手に入れろ [4:03]
歌：高山みなみ
作詞：田久保真見、作曲・編曲：岩﨑元是
2. NEVER SAY,I LOVE YOU [4:37]
歌：林原めぐみ
作詞：真名杏樹、作曲・編曲：岩崎元是
3. 運命よりもそばにいて [4:46]
歌：宮村優子
作詞：田久保真見、作曲・編曲：岩崎元是
4. 夢はパントマイム [5:15]
歌：新山志保
作詞：真名杏樹、作曲・編曲：岩崎元是
5. Shake it [4:56]
歌：奥井雅美
作詞・作曲：奥井雅美、編曲：矢吹俊郎・大平勉
6. FLY TO MY "S" [4:36]
歌：高山みなみ
作詞：真名杏樹、作曲・編曲：岩崎元是
7. ラヴ･チャイムを鳴らすとき [4:58]
歌：宮村優子
作詞：ＭＡＣＫＡＮＡＫＯ、作曲・編曲：岩崎元是
8. そうだ、ぜったい。 [4:34]
歌：奥井雅美
作詞：奥井雅美、作曲・編曲：矢吹俊郎
9. JUST MOMENT PLEASE! [4:39]
歌：林原めぐみ
作詞：真名杏樹、作曲・編曲：岩崎元是
10. 最終電車に乗せないで [4:28]
歌：新山志保
作詞：ＭＡＣＫＡＮＡＫＯ、作曲・編曲：岩崎元是
11. HEARTWARE GIRL-きみのこころ感じたら- [5:00]
歌：岩崎元是
作詞：真名杏樹、作曲・編曲：岩崎元是
12. 天使の休息 [3:50]
歌：奥井雅美
作詞：奥井雅美、作曲・編曲：矢吹俊郎
13. ルルル [4:13]
歌：奥井雅美
作詞・作曲：奥井雅美、編曲：矢吹俊郎
14. Hello,my blue [4:51]
歌：高山みなみ
作詞：真名杏樹、作曲・編曲：岩崎元是
15. eternal promise [5:57]
歌：奥井雅美
作詞・作曲：奥井雅美、編曲：矢吹俊郎

### スタまにシリーズ：アキハバラ電脳組
1998年よりTBS系で放送された『アキハバラ電脳組』の企画アルバムで、奥井雅美が歌うOP、EDをはじめ、キャラクター・ソングなどを収録している。
1. Birth [4:23]
歌：奥井雅美
作詞：奥井雅美、作曲：奥井雅美・矢吹俊郎、編曲：矢吹俊郎
2. 太陽の花 [4:31]
歌：奥井雅美
作詞・作曲：奥井雅美、編曲：矢吹俊郎
3. 恋しましょ ねばりましょ [4:35]
歌：かかずゆみ
作詞：奥井雅美、作曲・編曲：矢吹俊郎
4. シンシア・愛する人 [4:03]
歌：岡崎律子
作詞・作曲：岡崎律子、編曲：光宗信吉
5. 朱-AKA- [4:50]
歌：奥井雅美
作詞：奥井雅美、作曲・編曲：矢吹俊郎
6. LADY COMMANDERS [5:25]
歌：本多知恵子・玉川紗己子・かかずゆみ
作詞：松葉美保、作曲：佐藤英敏、編曲：添田啓二
7. 恋しましょ ねばりましょ（TSUGUMIX） [4:17]
歌：浅川悠
作詞：奥井雅美、作曲・編曲：矢吹俊郎
8. 誰よりもきっとしあわせになれるね [4:55]
歌：島涼香
作詞：根津洋子、作曲：M Rie、編曲：岩本正樹
9. Go for dream〜夢の扉をあけて〜 [5:11]
歌：島涼香・浅川悠・吉住梢
作詞：工藤哲雄、作曲：宮島律子、編曲：岩本正樹
10. ラストシーン [5:13]
歌：奥井雅美
作詞：奥井雅美、作曲・編曲：矢吹俊郎
11. HOT SPICE [4:42]
歌：奥井雅美
作詞：奥井雅美、作曲・編曲：矢吹俊郎
12. ほめて ほめて ほめて（VOCAL NEW RECORDING） [3:45]
歌：吉住梢
作詞：只野菜摘、作曲・編曲：林有三
13. 恋しましょ ねばりましょ（T.H.S MIX） [4:12]
歌：島涼香・吉住梢・浅川悠
作詞：奥井雅美、作曲・編曲：矢吹俊郎
14. Birth（T.H.S MIX） [4:24]
歌：浅川悠・島涼香・吉住梢
作詞：奥井雅美、作曲：奥井雅美・矢吹俊郎、編曲：矢吹俊郎
15. Lucky girl [5:03]
歌：かかずゆみ・島涼香
作詞：只野菜摘、作曲：M Rie、編曲：岩本正樹

### スタまにシリーズ：ラブひな
2000年にテレビ東京系で放送された『ラブひな』の企画アルバムで、林原めぐみによる番組OP、EDテーマを中心に、堀江由衣他、豪華声優陣が歌うキャラクター･ソングなどを収録。
1. ラ･ムーンな気分で [3:51]
歌：野田順子
作詞：工藤哲雄、作曲：MAYU、編曲：小林信吾
2. 月の如く [4:01]
歌：浅川悠
作詞：有森聡美、作曲：上杉洋史、編曲：五島翔
3. 笑顔の未来へ [4:48]
歌：堀江由衣
作詞：有森聡美、作曲：古池孝浩、編曲：岩本正樹
4. サクラサク [3:09]
歌：林原めぐみ
作詞・作曲：岡崎律子、編曲：十川知司
5. 君さえいれば [4:10]
歌：林原めぐみ、コーラス：岡崎律子
作詞・作曲：岡崎律子、編曲：十川知司
6. しのぶの当番日誌 [3:22]
歌：倉田雅世
作詞：久和カノン、作曲：吉中美樹、編曲：岩本正樹
7. 約束 [4:39]
歌：堀江由衣
作詞：有森聡美、作曲：山下俊、編曲：岩本正樹
8. Happy happy * rice shower [3:50]
歌：堀江由衣
作詞：椎名可憐、作曲：泉川そら、編曲：五島翔
9. HEARTは Wow Wow [4:39]
歌：高木礼子
作詞：有森聡美、作曲：小熊ゆかり
10. なんてステキな [5:14]
歌：雪乃五月
作詞・作曲：岡崎律子、編曲：光宗信吉
11. ダメダメ!! [3:30]
歌：小林由美子
作詞：有森聡美、作曲・編曲：堀隆
12. いい湯だな [3:24]
歌：浅川悠(・倉田雅世・高木礼子・野田順子・堀江由衣
作詞：永六輔、作曲：いずみたく、編曲：五島翔
13. はじまりはここから [3:23]
歌：岡崎律子
作詞・作曲：岡崎律子、編曲：十川知司
14. 祝福 [3:29]
歌：堀江由衣・倉田雅世・浅川悠・高木礼子・野田順子・雪乃五月・小林由美子、コーラス：岡崎律子
作詞・作曲：岡崎律子、編曲：十川知司
15. Friendship [5:32]
歌：堀江由衣・浅川悠・野田順子・雪乃五月・倉田雅世・高木礼子・小林由美子
作詞・作曲：岡崎律子、編曲：重実徹